# Список стран, не имеющих вооружённых сил

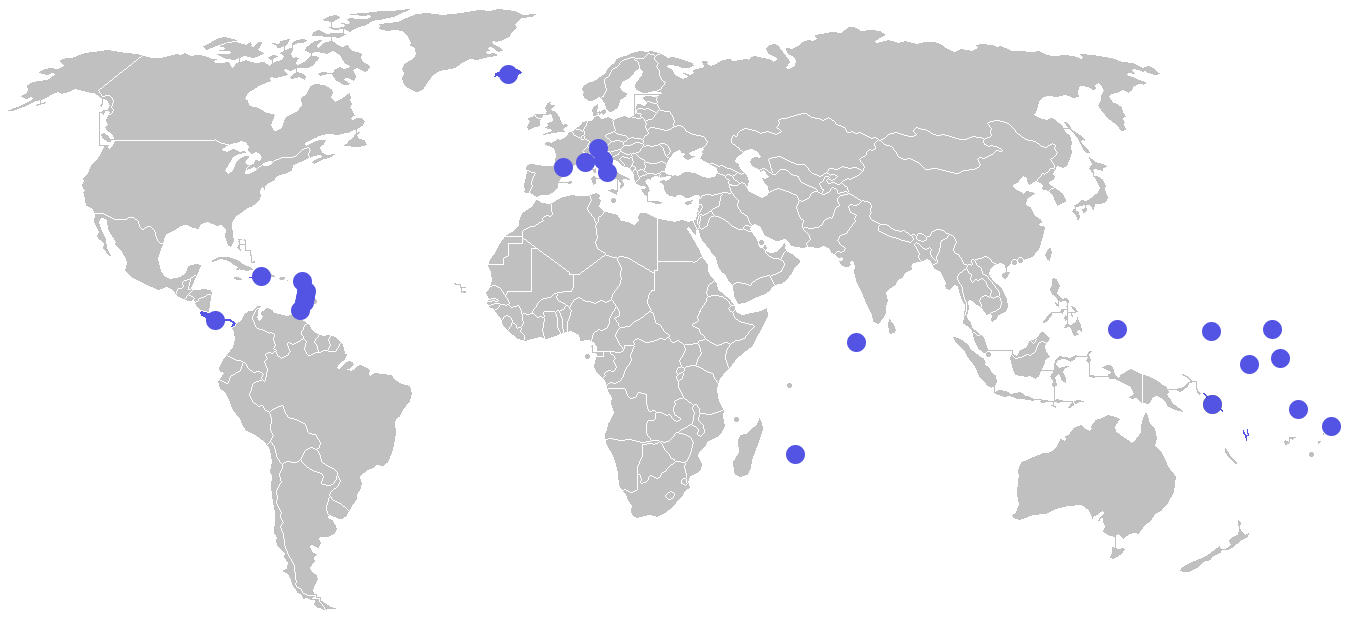
Страны и государства, не имеющие вооружённой силы, синий цвет.

Список стран, не имеющих вооружённых сил — список стран и государств, не имеющих вооружённой силы (сухопутной, морской, воздушной и так далее), для защиты внешних границ.
В этот список внесены независимые государства и страны, в которых нет вооружённых сил. Зачастую[когда?], впрочем, их независимость очень формальна[прояснить]. В то же время обычно в таких странах есть полицейские или иные военизированные организации, которые выполняют часть функций ВС.
Почти всегда у них есть договорённость с другой страной о своей обороне. Так, например, Ватикан охраняют нанятая Пехотная когорта швейцарцев священной охраны Римского папы, а у Науру есть подобная договорённость с Австралией.
В Исландии и Монако нет ВС в классическом понимании, однако действуют особые военизированные структуры.
1. Андорра
2. Вануату
3. Ватикан, имеется Пехотная когорта швейцарцев священной охраны Римского папы, ранее Вооружённые силы Ватикана
4. Гаити — вооружённые силы расформированы после вторжения США в 1994 году
5. Гренада — после американского вторжения в октябре 1983 года вооруженные силы были расформированы
6. Исландия, Вооружённые силы Исландии
7. Кирибати
8. Коста-Рика — в 1948 году вооружённые силы преобразованы в гражданскую гвардию
9. Лихтенштейн
10. Маршалловы Острова
11. Маврикий
12. Федеративные Штаты Микронезии
13. Монако, Вооружённые силы Монако
14. Науру
15. Палау
16. Панама — после вторжения США в 1989 году вооружённые силы Панамы расформированы
17. Самоа
18. Сан-Марино, Вооружённые силы Сан-Марино
19. Сент-Винсент и Гренадины
20. Сент-Люсия
21. Соломоновы Острова
22. Тувалу
23. Япония — после капитуляции Японии в сентябре 1945 года вооруженные силы были расформированы, и в девятой статье Конституции Японии был закреплён отказ от создания Японией когда-либо в будущем сухопутных, военно-морских и военно-воздушных сил. Однако уже в 1950—1954 гг. были созданы силы самообороны Японии (де-факто представляющие собой вооружённые силы)[4].